# 粘液腺
粘液腺（ねんえきせん、英: Mucous gland）は、人体からの様々な部位で見つかっており、組織学標準品の範囲では漿液腺よりも特徴的に薄く染色される。粘液腺は多細胞であるが、同様の機能を持つ杯細胞は単細胞である。